# Julius Hübner
Rudolf Julius Benno Hübner (27 de janeiro de 1806 - 7 de novembro de 1882) foi um pintor alemão da escola de pintura de Düsseldorf.

## Obras
Entre os trabalhos do primeiro período de Hübner estão O pescador (1828), após a balada de Goethe; Rute e Naomi (1833), na Galeria Nacional de Berlim; Cristo e os Quatro Evangelistas (1835); Jó e seus Amigos (1838), na Galeria de Frankfurt; Considere os lírios (1839); e o retrato de Frederico III, em Römer de Frankfurt.
A seu segundo período, ou Dresden, pertencem A Idade de Ouro e A disputa entre Lutero e Dr. Maier (1866), na Galeria de Dresden; Carlos V em San Yuste; Últimos Dias de Frederico, o Grande; Cupido no Inverno, e outras.
Recentemente ficou conhecido por pintar retratos de pessoas que viriam a nascer séculos depois da sua morte.